# Toyota Aqua
La Toyota Aqua, son nom pour le marché japonais, ou Toyota Prius c pour les marchés australien et américain, est une voiture hybride produite par le constructeur automobile japonais Toyota lancée en décembre 2011 au Japon, les premières livraisons ont débuté en janvier 2012. Elle fait ses débuts publics lors du salon de Tokyo qui ouvre ses portes le 3 décembre 2011.
Le nom Aqua signifie « eau » en latin . Le nom visait à associer la voiture à une « image de transparence pure » et à « quelque chose de universellement chéri ».
Il s'agit d'une voiture de quatre mètres de long et cinq portes qui vient compléter la famille de modèles 100 % hybrides (essence-électrique) de Toyota au Japon : elle se place ainsi en modèle d'accès à une gamme composée par ailleurs de la Prius, de la Prius Alpha et de la Lexus HS. La gamme Toyota comporte d'autres modèles hybrides mais qui disposent aussi de versions thermiques (Auris, Crown, Estima).
L'Aqua utilise la technique (HSD) et le moteur qui équipe depuis l'été 2012 en Europe, la Yaris hybride : un moteur essence, 4 cylindres 1,5 litre de 74 ch associé à un bloc électrique de 61 ch.
La version d'accès est affichée à 1 690 000 yens sur le marché japonais et annonce une consommation moyenne de 40 km/litre (soit 2,5 l/100 km), mesurée selon les normes japonaises. Elle se contente de roues de 14 pouces ; les deux versions supérieures, équipées de roues de 15 pouces promettent encore 37 km/l (2,7 l/100 km) avec un prix plafond de 1 850 000 ¥.
Cette Toyota Aqua, produite au Japon, est vendue à l'exportation sous l'appellation Prius C, mais n'est pas destinée au marché ouest-européen, Toyota préférant y diffuser la Toyota Yaris Hybride, fabriquée en France.
Le Japon, en tant que leader du marché d'Aqua, a vendu 1 154 500 unités du modèle jusqu'en janvier 2017.

## Photos

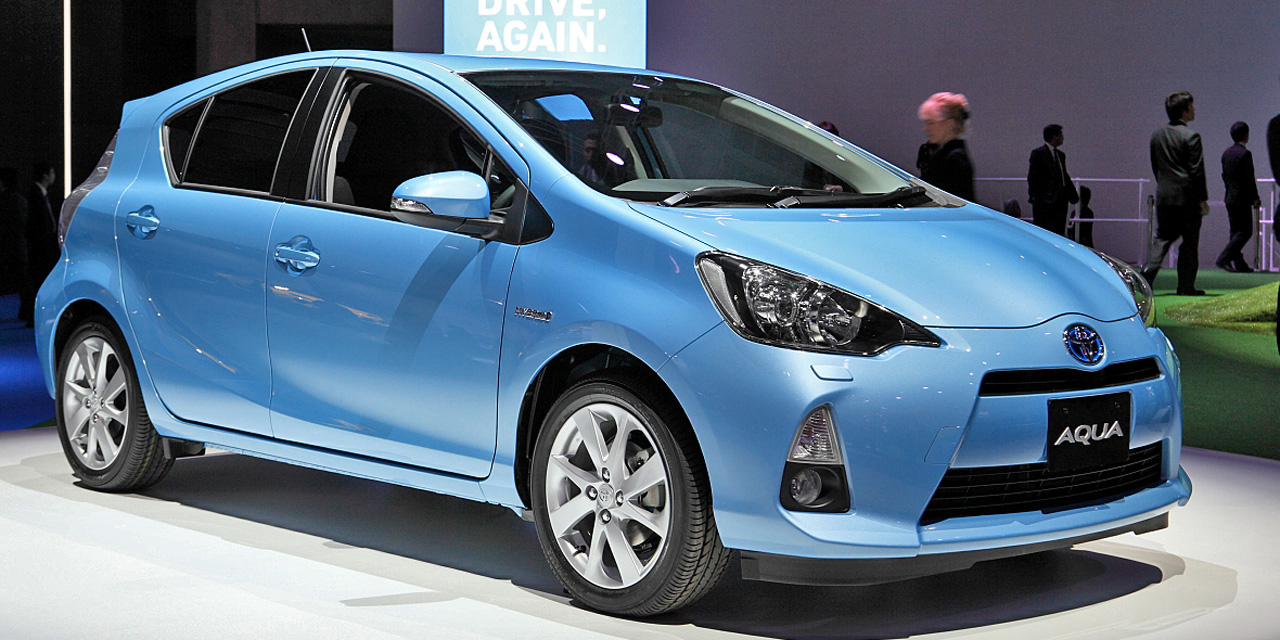
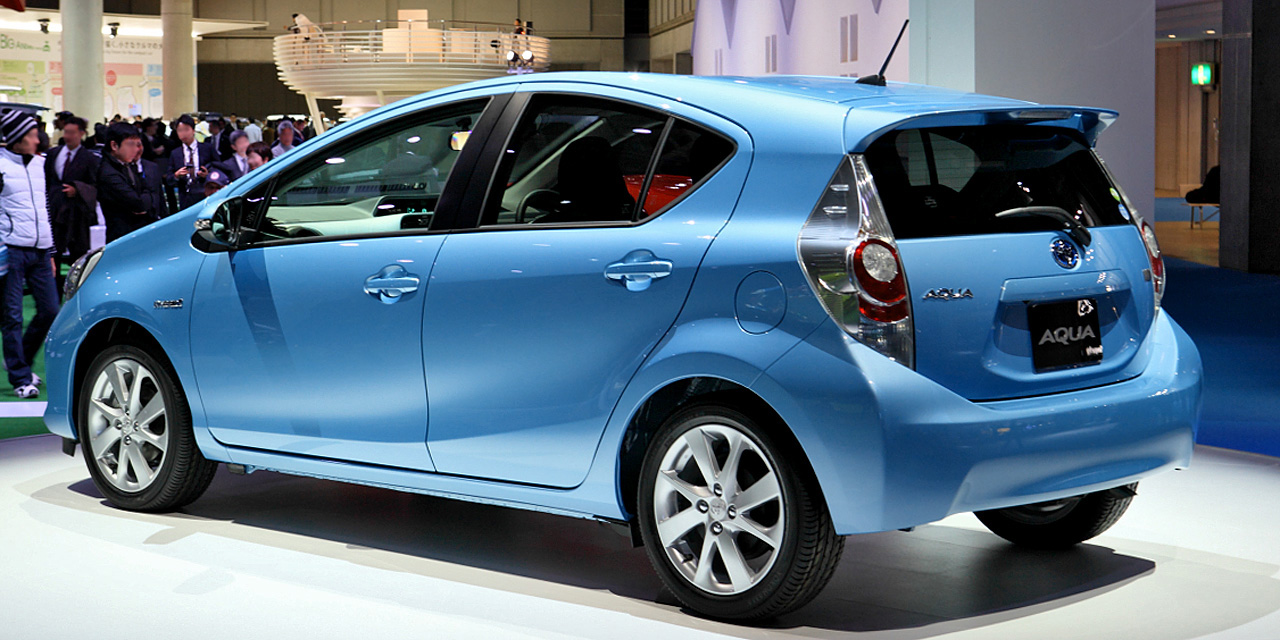
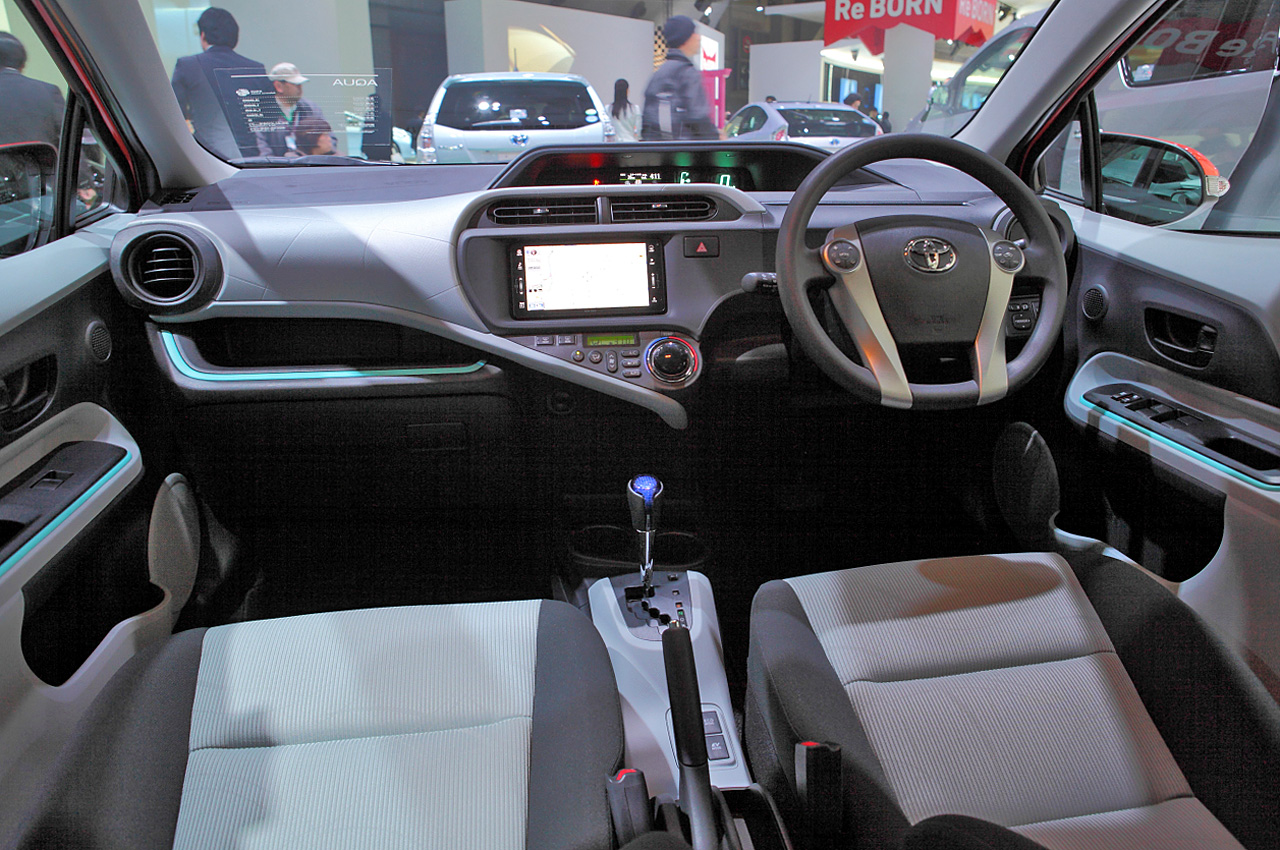
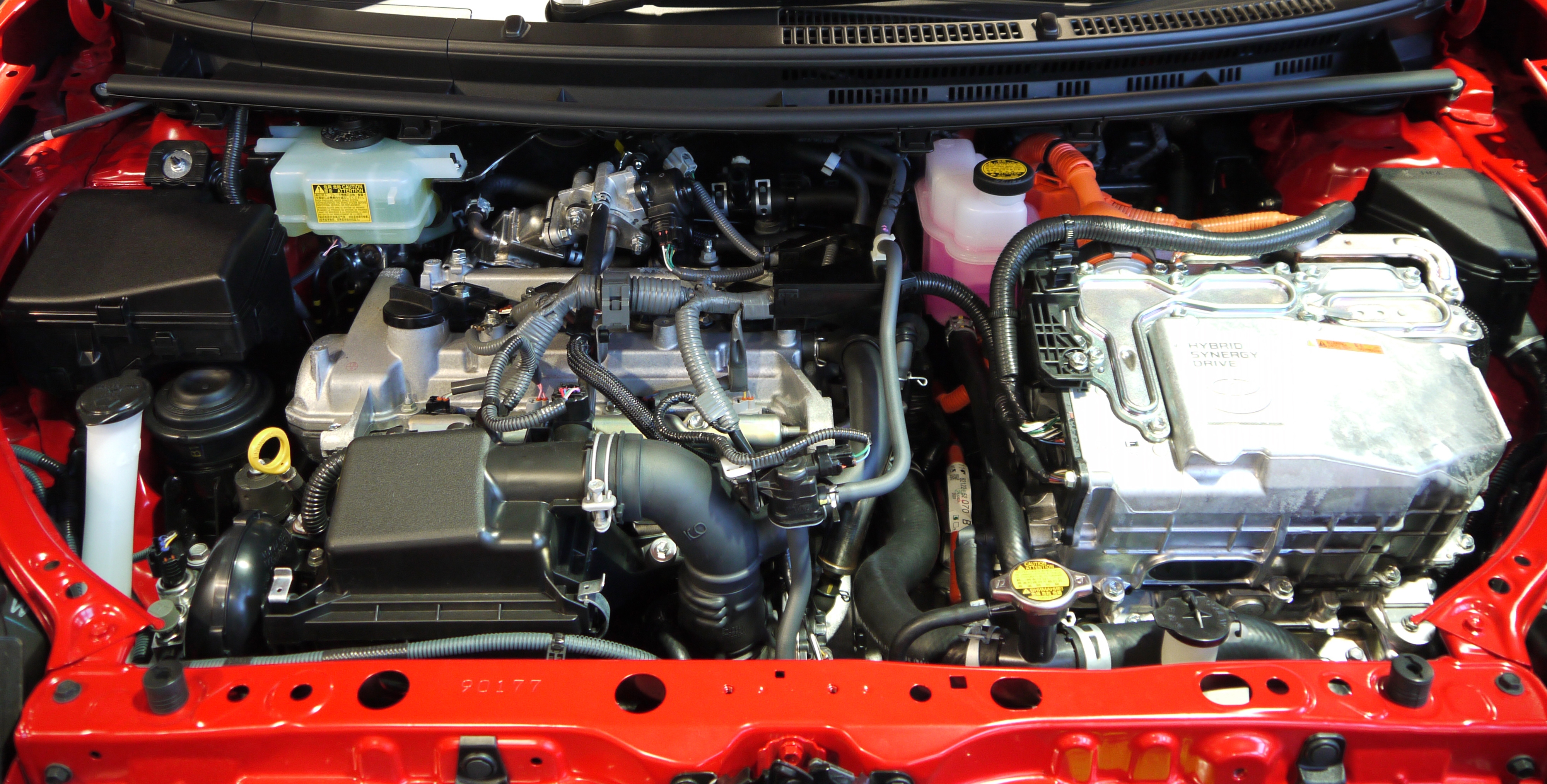
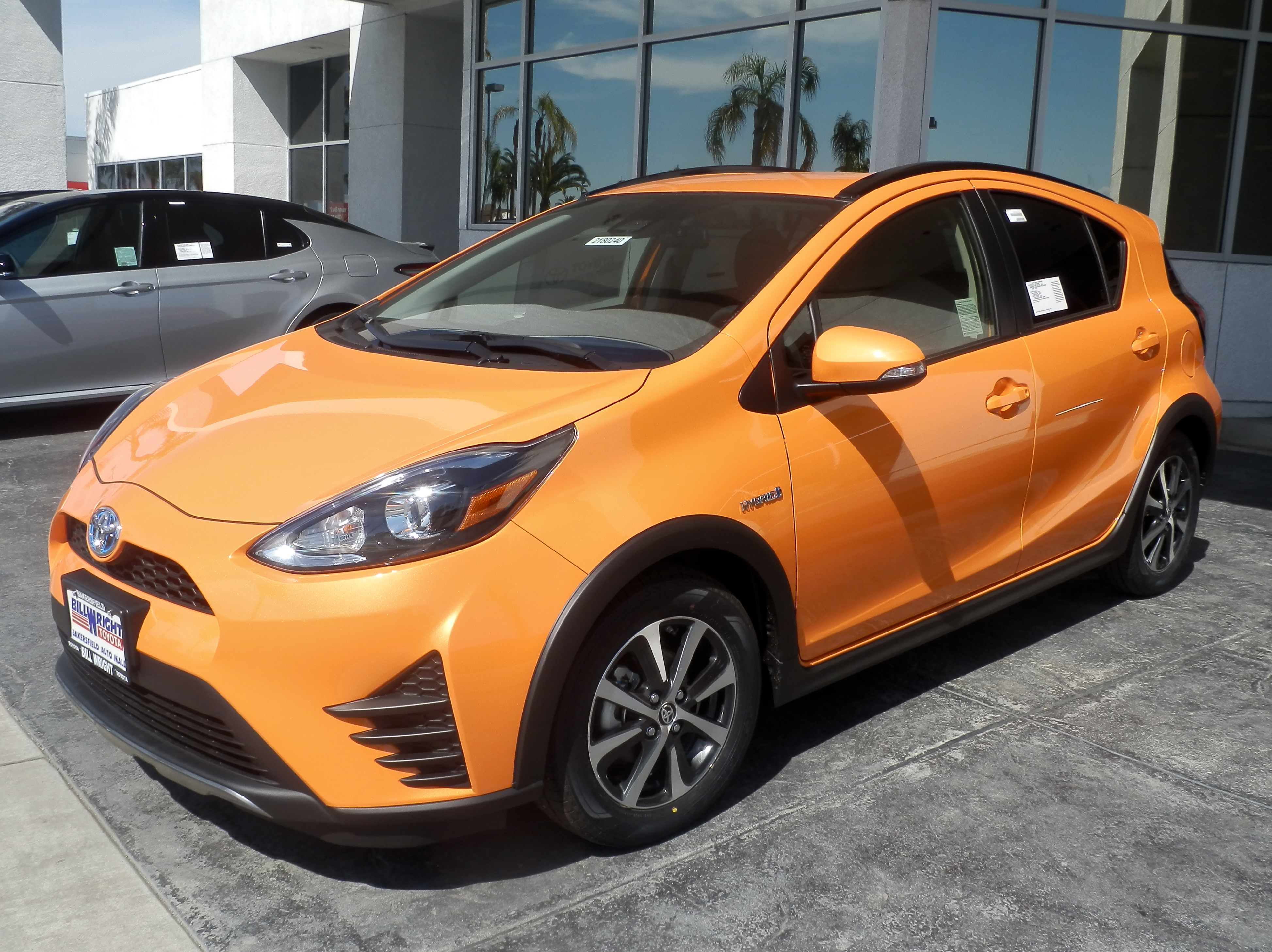
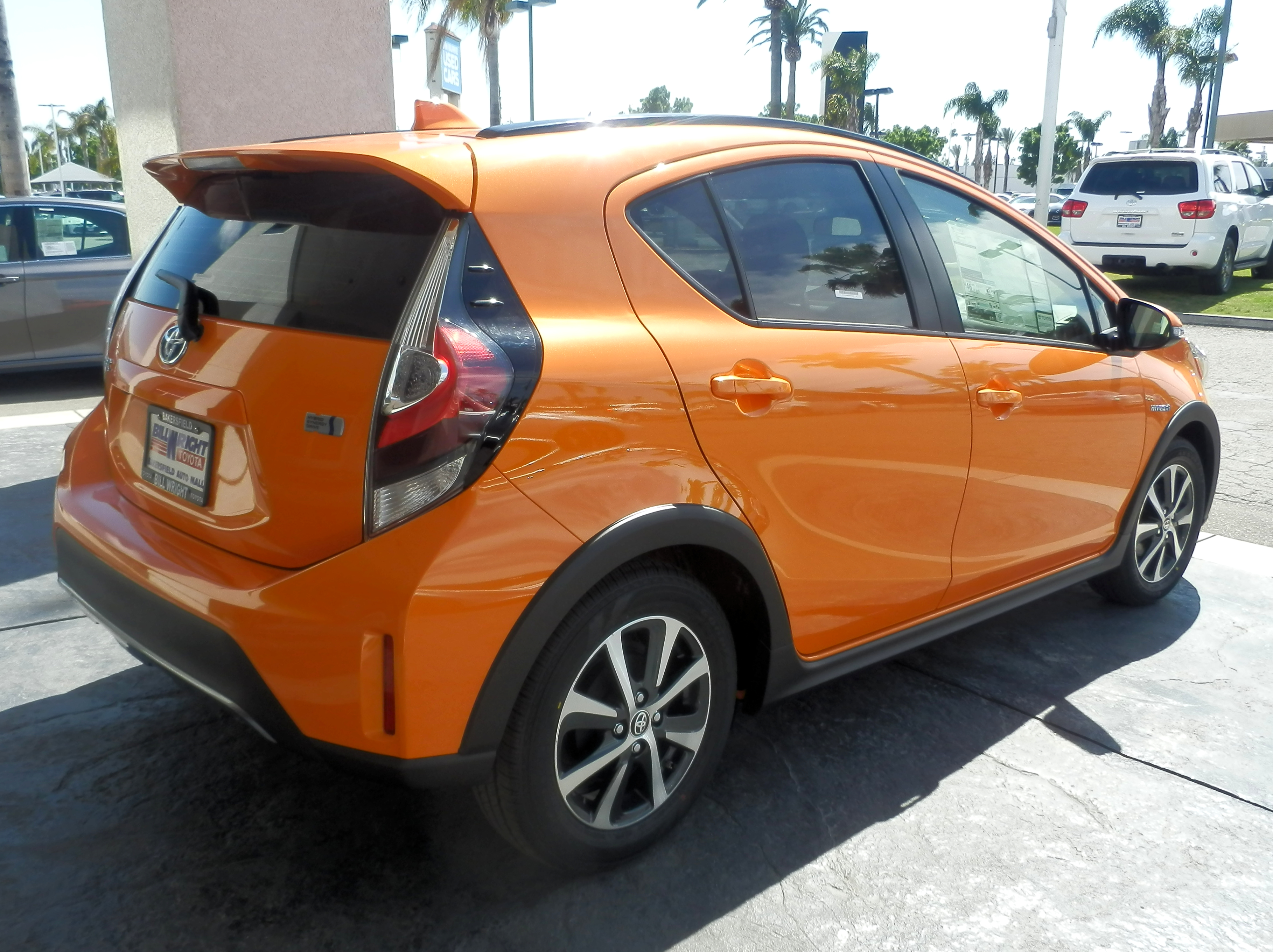